# Redland, Texas
Redland är en ort i Angelina County i delstaten Texas, USA.